# Thesium hispidulum
Thesium hispidulum är en sandelträdsväxtart som beskrevs av Jean-Baptiste de Lamarck. Thesium hispidulum ingår i släktet spindelörter, och familjen sandelträdsväxter. Utöver nominatformen finns också underarten T. h. subglabrum.